# Lvea Em
Lvea Em es uno de los once distritos que forman la provincia camboyana de Kandal, con una población estimada en marzo de 2008 de 66 734 habitantes. Está dividido en las siguientes  comunas (khum), que se muestran asimismo con población estimada de 2008:
- Akreiy Ksatr 9,650
- Barong 3,422
- Boeng Krum 4,114
- Kaoh Kaev 2,179
- Kaoh Reah 3,198
- Lvea Sa 2,287
- Peam Oknha Ong 6,822
- Phum Thum 1,723
- Preaek Kmeng 2,702
- Preaek Rey 3,468
- Preaek Ruessei 6,896
- Sambuor 5,414
- Sarikakaev 7,863
- Thma Kor 3,625
- Tuek Khleang 3,371[1]